# Motörhead
Моторхед (енгл. Motörhead) је била британска хеви метал група коју је 1975. године основао басиста, певач и текстописац Леми Килмистер (правог имена Ијан Килмистер) након разлаза са ондашњим иконама спејс рока, групом Хоквинд. У британском сленгу, „моторхед“ означава зависника од амфетамина.
Неки сматрају да је изразито гласан и брз хеви метал који је група свирала сасвим сигурно био један од најоригиналнијих и најиновативнијих који је касних седамдесетих жанр понудио слушаоцима сугеришући на тај начин да је њихова оригинална фузија панкерске жестине и става са традиционалним хеви металом „изнедрила“ нове поджанрове - спид метал и треш метал. Иако је дискутабилна тврдња да је група Моторхед створила наведене жанрове, чињеница је да је оставила неизбрисив траг у жанру хеви метала и рок музике уопште.
Док су критичари по инерцији описивали музику групе као хеви метал или спид метал, Килмистер је, баш као и браћа Јанг из групе AC/DC, спремно одбацивао те епитете тврдећи да је Моторхед само једна обична „рокенрол група“. Стихови песама групе су тематски разноврсни и крећу се од рата, борбе добра и зла, преко злоупотребе моћи, промискуитетног секса, злоупотребе наркотика па све до „живота на друму“ (који је главна тема песама „(We Are) The Road crew“, „Iron Horse/Born to Lose“ и „Keep Us on the Road“).
Група је престала постојати крајем 2015. године, услед смрти фронтмена Лемија Килмистера.

## Рвање
Моторхед је 2000. издао песму „Игра“ ("The Game") као песму коју је користио познати рвач Трипл Ејч.
Трипл Ејч је био познат као краљ краљева, па је овај бенд издао на Врестлманији песму „Краљ Краљева“ ("King of kings") коју је дуже времена користио Трипл Ејч.
Данас он улази у ринг уз песму „Игра“.